# СВУРФ
Савсковеначки урбан фест (СВУРФ) је фестивал који се сваке године у новембру или децембру одржава у Београду. Организатор је Градска општина Савски венац, а постоји од 2007. године. СВУРФ је намењен младима, првенствено ученицима основних и средњих школа са Савског венца, али и из осталих делова града.
Фестивал се састоји из три тематске целине — поп-рок концерти, позоришни наступи и ликовно стваралаштво. Први СВУРФ организован је у новембру 2007. године.
Последњи СВУРФ одржан је у новембру 2015. године.